# Protect the Land
Singles de System of a Down
Lonely Day (2006)
Clip vidéo
(en) [vidéo] systemofadown, « System Of A Down - Protect The Land (Official Video) », sur YouTube, 6 novembre 2020 (consulté le 20 janvier 2021).
Protect the Land (en français, Protège le pays) est une chanson du groupe de metal alternatif américain System of a Down et sortie le 6 novembre 2020. La chanson, écrite et composée par le guitariste principal du groupe Daron Malakian environ un an et demi avant sa sortie, a été réalisée en face A d'un double-single avec le titre Genocidal Humanoidz. Avec la réalisation de ce double-single, le groupe de Heavy Metal a signé un retour en studio, 15 ans après la production de l'album Hypnotize, en 2005.
Protect the Land, qui est un « morceau engagé » et une chanson à but caritatif, évoque les conflits et tensions militaires dans le Haut-Karabagh. La sortie du double-single a permis de collecter 600 000 $, somme qui a été reversée à l'Armenia Fund (en) et qui est destinée à aider les populations civiles arméniennes impactées par la guerre survenue dans le Haut-Karabagh en septembre 2020. La réalisation de Protect the Land intervient comme une « réaction » du groupe face à ce conflit.
La chanson, à l'ambiance sombre (en), aux riffs lourds et lents, aux harmonies proches de celles de Mr. Jack et aux paroles empreintes de patriotisme et rappelant celles de B.Y.O.B., a suscité, lors de sa réception, des critiques positives mais également négatives.
Protect the Land s'est respectivement positionné, en novembre et décembre 2020, en premières et dixième places des charts du Billboard Hard Rock Digital Song, Hot Hard Rock Songs et Hot Rock & Alternative Songs aux États-Unis, ainsi qu'en quatorzième place du Top Singles & Titres, en France.
Le clip vidéo de Protect the Land, publié le même jour que la sortie de la chanson, a été co-réalisé par Shavo Odadjian et comporte des scènes de manifestations de soutien aux populations arméniennes d'Artsakh et d'autres scènes de soldats arméniens combattant sur le front du conflit du Haut-Karabagh de septembre 2020, alternées par séquences montrant le groupe de metal alternatif.

## Contexte et historique de réalisation de la chanson

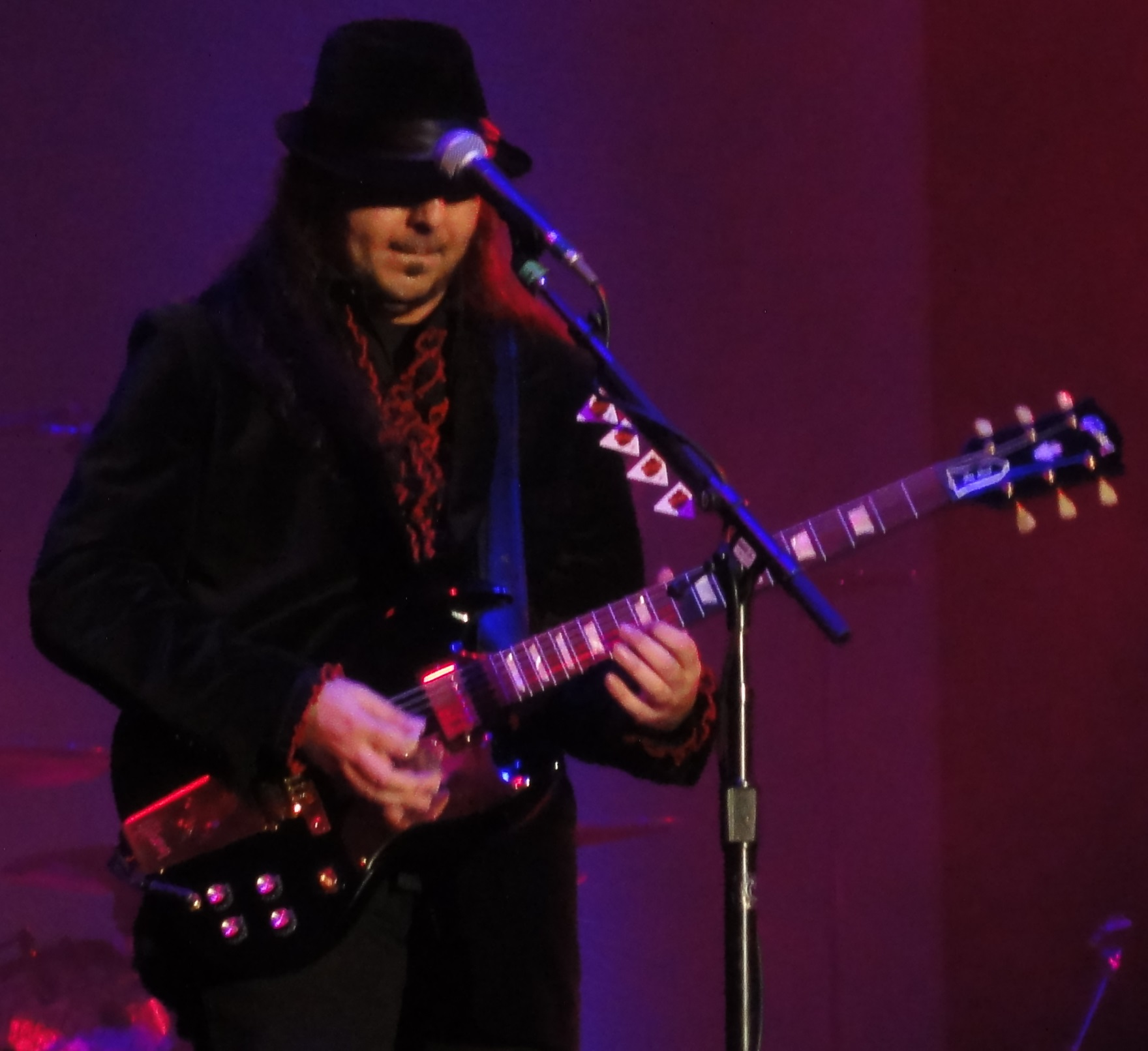
Daron Malakian auteur-compositeur du titre.

En 2018, Daron Malakian compose et écrit les paroles de Lives, titre tiré de l'album Dictator, opus de son deuxième groupe, puis, un peu plus tard, Protect the Land, au printemps 2019 ; ses deux titres se rapportant aux tensions ayant cours dans le Haut-Karabagh,. Protect the Land devait être inclus dans l'album suivant de Daron Malakian and Scars on Broadway,,. Le guitariste principal de System of a Down explique qu'il a écrit et composé Protect the Land « pour soutenir le moral » de l'armée arménienne du Haut-Karabagh et des « Arméniens à travers le monde ».

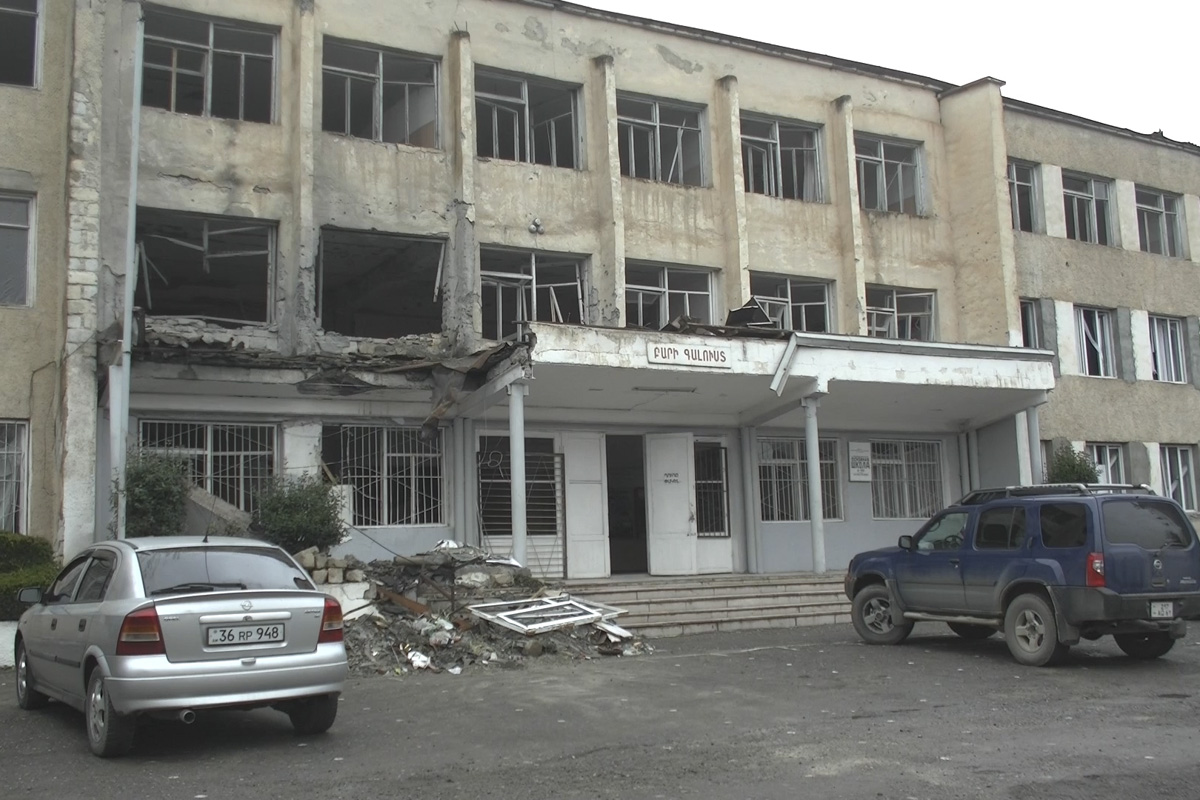
École à Stepanakert en partie détruite lors de la guerre de 2020 au Haut-Karabagh.

À la fin du mois de septembre 2020, après qu'une nouvelle guerre ait éclaté entre l'Arménie, l'Artsakh et l'Azerbaïdjan dans la région contestée du Haut-Karabakh, les membres du groupe ont commencé à utiliser leurs plates-formes pour sensibiliser à la question,.

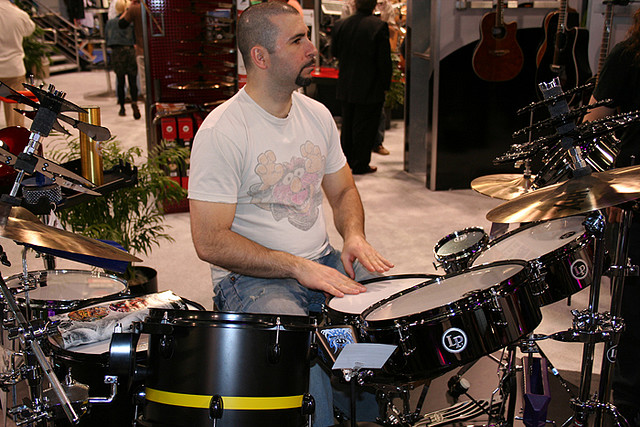
Le batteur John Dolmayan initie la réunion du groupe au début d'octobre 2020.

Le dimanche 4 octobre, John Dolmayan, le batteur, après avoir suivi les dernières nouvelles concernant la guerre dans le Haut-Karabagh et les dommages que subissent les populations arméniennes dans ce pays, prend l'initiative de contacter les trois autres membres de System of a Down pour qu'ils se réunissent à nouveau, en dépassant les problèmes internes au groupe, afin de réaliser quelque-chose qui marque leur soutien à leur peuple,,. En réponse, Malakian, qui n'avait pas encore enregistré avec son groupe Scars on Broadway l'album faisant suite à Dictator, propose de jouer Protect the Land, chanson qu'il estime alors être parfaitement adaptée pour refléter la situation en Artsakh depuis la fin septembre.
Quelques jours après que les quatre membres du groupe aient décidé d'enregistrer ensemble, Dolmayan et Obadian sont entrés en studio avec Malakian,. Chaque musicien a commencé à arranger sa propre partie,. Pendant ce temps, Serj Tankian, le chanteur principal du groupe, alors qu'il était encore en Nouvelle-Zélande où il vit à temps partie, a développé ses propres harmonies vocales pour Protect the Land, en concertation à distance avec Malakian,. Tankian s'est ensuite envolé pour Los Angeles le 11 octobre pour rejoindre les autres membres du groupe au studio d'enregistrement,. Ils finirent de réaliser les séquences d'arrangements de la piste musicale au cours des quelques jours suivants. Lors de cette session d'enregistrement, toutes les parties du morceau d'origine ont été retravaillées, à l'exception de la voix de Malakian. Concernant ces nouvelles séances d'enregistrement du groupe, le bassiste Shavo Odadjian a déclaré que « c'était un tel plaisir pour nous d'être à nouveau ensemble dans le studio, très réconfortant et naturel, comme si aucun temps ne s'était écoulé ».
Durant octobre, Tankian fait don de 250 000 $ à l'Armenia Fund (en) puis participe à un concert en ligne intitulé Rock for Artsakh le 26 afin de collecter des fonds. Le chanteur et guitariste, dont le grand-père a survécu au génocide arménien de 1915, déclare, dans une interview donnée à la revue musicale The Fader le 29 octobre, qu'il estimait hautement probable qu'il y ait un génocide des populations arméniennes en Artsakh et qu'il soit mené par l'Azerbaïdjan avec le soutien de la Turquie.

## Sortie du double single et communiqué officiel du groupe

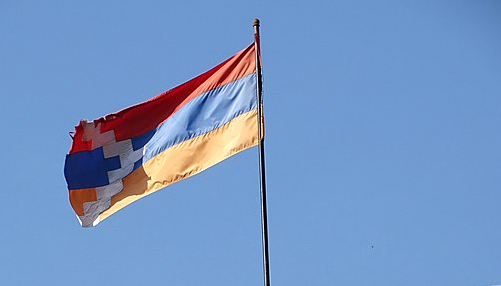
Le drapeau du Haut-Karabagh qui illustre la pochette du single.

Le 6 novembre 2020, Protect the Land a été publié avec Genocidal Humanoidz numériquement en tant que simple double face A sur Bandcamp,. L'illustration de la pochette, réalisée par le bassiste de SOAD,, représente le drapeau de la République d'Artsakh et le monument Nous sommes nos montagnes, érigé dans la capitale, Stepanakert. C'est la première sortie du groupe en 15 ans depuis leur cinquième album studio Hypnotize, en 2005. Hormis les 4 membres de SOAD, le guitariste Orbel Obayan, qui a accompagné les Scars on Broadway en tournée en 2019, apparaît aux crédits d'auteurs de la chanson pour des lignes au clavier,.

La réalisation de Protect the Land, qui est un « morceau engagé » et une chanson à but caritatif,,,,,, intervient comme une « réaction » et une « réponse » du groupe face à ce conflit,. Dans un communiqué publié sur leur site web et sur Bandcamp le jour même de la sortie du double single, le groupe, à l'unisson, déclare : 

« Nous, en tant que System Of A Down, venons de sortir de la musique pour la première fois en 15 ans. Le moment est venu pour nous quatre de nous unifier et de nous exprimer à une voix. Ces deux chansons, ‘Protect The Land’ et ‘Genocidal Humanoidz’, dénoncent une guerre qui a lieu au sein de nos pays d’origine : Artsakh et l’Arménie. »

— System of a Down, 2020.
 Dans ce communiqué, SOAD exprime également son espoir que leurs fans écouteront ces nouvelles chansons et leur enjoint de dénoncer « les injustices horribles et sur les violations des Droits de l’Homme qui ont lieu actuellement dans cette région du monde » [...] et « de ce qui devient de plus en plus un crime contre l’Humanité. ». Dans cette déclaration, le groupe de metal américain précise en outre que « les régimes corrompus actuels d’Aliyev en Azerbaïdjan et d’Erdogan en Turquie veulent non seulement revendiquer l’Artsakh et l’Arménie comme les leurs, mais commettent pour cela en toute impunité des actes génocidaires sur les humains comme sur la faune sauvage »,. Le groupe ajoute que « l’ensemble des revenus générés seront utilisés pour fournir l’aide cruciale et désespérément nécessaire ainsi que des provisions basiques à tous ceux qui sont affectés par ces actes hideux » via l'Armenia Fund,.

## Analyse et réception critique
Pour Merlin Alderslade, dans une critique positive publiée dans le magazine spécialisé Metal Hammer, le morceau de musique est 

« construit autour d'un riff de Daron Malakian massif, groovy et balancé qui rappelle un peu le titre Mr. Jack de l'album Steal This Album!. [...] Daron et le chanteur principal Serj Tankian restent le plus grand duo de chanteurs du métal, et entendre à  nouveau leurs voix s'enrouler l'une autour de l'autre dans une harmonie parfaite ne tire pas tellement sur les cordes sensibles mais les claquent comme une contrebasse. »

— Merlin Alderslade, Metal Hammer, 2020.
Kory Grow, dans la revue Rolling Stone, observe que : « le morceau s'ouvre avec un riff de guitare au rythme lent et les chants harmonisés de Malakian et de Tankian qui demandent aux auditeurs ce qu'ils feraient si quelqu'un essayait de les pousser hors de chez eux ». Les paroles de début de la chanson comportent également la question « Would you stay and take a stand? Would you stay with gun in hand? » (« Est-ce que tu resterais et prendrais position ? Est-ce que tu resterais avec un pistolet en main ? »). Le journaliste de Rolling Stone précise que, lorsque plus loin dans le morceau les deux chanteurs reposent à nouveau cette question, Malakian, en écho, exécute un solo sur sa guitare et dont l'effet produit est semblable au « bruit des bombes qui tombent ».

Pour Jose Chavez, du Guardian, les paroles du single développent de « puissantes allégories » sur les thèmes de la violence, des effets de la tyrannie et de la décadence de l'humanité avec notamment les passages « The enemy of man is his own decay » (« L'ennemi de l'homme est sa propre décadence »), « The big gun tells you what your life is worth / What do we deserve before we end the earth? » (« Cette arme te dit ce que vaut ta vie / Qu'est-ce qu'on mérite avant de mettre fin à cette terre ? ») et « Some would lay dead on the sand » (« Certains seraient morts sur le sable »). Par ailleurs, à l'instar d'Alderslade dans l'article de Metal Hammer, Chavez souligne que les harmonies de Protect the Land font clairement écho à celles de Mr. Jack et offrent à l'auditeur tout ce qu'il pourrait attendre avec le retour du groupe. Globalement, le journaliste du Guardian estime que « la chanson était évocatrice, mais ne casse pas trois pattes à un canard ». Il ajoute : 

« Je ne peux pas médire sur le message ni sur la capacité de composition de Tankian, mais comparé à ses œuvres précédentes et à ses projets solo (notamment Elect the Dead), Protect The Land n'innove pas et ne s'appuie pas sur ce dont je me souviens d'avoir écouté en boucle toute la journée »

— Jose Chavez, The Guardian, 2020.
Pour Jacob Harman, du journal britannique The Courier (en), le morceau s'appuie sur un riff particulièrement lourd exécuté à mi-tempo. Harman estime que Protect the Land n'affiche pas « l'excentricité et l'abrasivité » que le groupe développe habituellement dans ses chansons. Il ajoute que « les fans pourraient être déçus que le leader Serj agisse davantage comme un chanteur d'accompagnement ». Pour autant, Harman souligne que la chanson fourni des « riffs incroyablement contagieux » et un « refrain montagneux ». Harman conclut sa crititique et analyse du morceau en mettant en exergue que Protect the Land « est une ode aux soldats arméniens » qui combattent sur les lignes de front du Haut-Karabagh en 2020 et que la chanson révèle, sans détour, son caractère « patriotique », tel qu'avec, outre son titre (Protège le pays), le passage « our history and victory and legacy we stand » (« notre histoire, notre victoire et notre héritage que nous défendons »).
Dans cette même perspective, les rédacteurs du site web consacré à la signification des paroles d'une chanson Songfacts (en) expliquent que cette ligne et la suivante — « from scavengers and invaders those who protect the land » (« des charognards et des envahisseurs de ceux qui protègent le pays ») — sont une « déclaration de soutien » aux troupes arméniennes.
Pour Luke Morton, de la revue spécialisée Kerrang!, mettant en relief le côté sombre (en) du morceau, style que le groupe a affiné dans ses plus récentes productions, ainsi que la mise en avant de la voix « décalée » du guitariste principal dans les chants de la chanson, Protect the Land aurait pu figurer parmi les titres du dernier opus de SOAD. En outre, dans cette même perspective, le journaliste de Kerrang!, souligne que les paroles de la chanson rappellent clairement celles de B.Y.O.B., chanson anti-militariste issue de l'album Mezmerize,.
Pour Alex Sievers, du webzine musical KillYourStereo, le morceau, mélancholique et lancinant, évoluant à mi-tempo, est empreint d'une atmosphère plus proche des productions des Scars on Broadway que celles de SOAD. Il estime que la chanson représente, dans le parcours du groupe de metal alternatif, une séquence « extrêmement marquante », tant au niveau instrumentale qu'au niveau vocale. Sur le plan compositionnel, pour le critique musical, bien que Protect the Land présente des éléments notables — essentiellement les harmonies vocales des deux chanteurs, les « subtils » changements rythmiques ponctuant les riffs en quelques endroits et les complaintes discrètes de Malakian arrivant en arrière-fond de lignes de clavier et de picking à la moitié du quatrième couplet —, le morceau, assez long, se révèle « répétitif et simple » et n'est pas comparable aux « classiques » de System of a Down. Sur le plan des textes, Sievers, moins critique, observe que la chanson, solidaire des soldats arméniens, déchirante et chargée d'« émotions douloureusement réelles », met en exergue la dimension patriotique que donne le groupe au message qu'il veut délivrer, la ligne directrice du morceau, un patriotisme dénué de toute connotation nationaliste même face l'« oppression » menée par les pays offensifs. Sievers ajoute que « c'est un excellent exemple de musique éduquant les gens et de sensibilisation à des atrocités qui sont peut-être passées largement inaperçues ».

## Clip vidéo

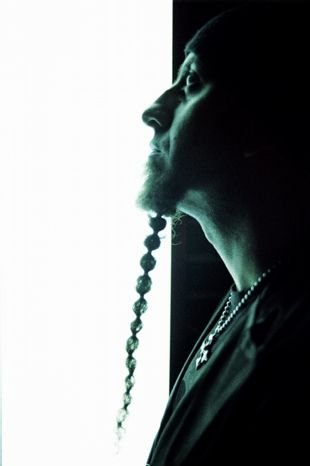
Shavo Odadjian, bassiste de SOAD et co-réalisateur du clip de Protect the Land.

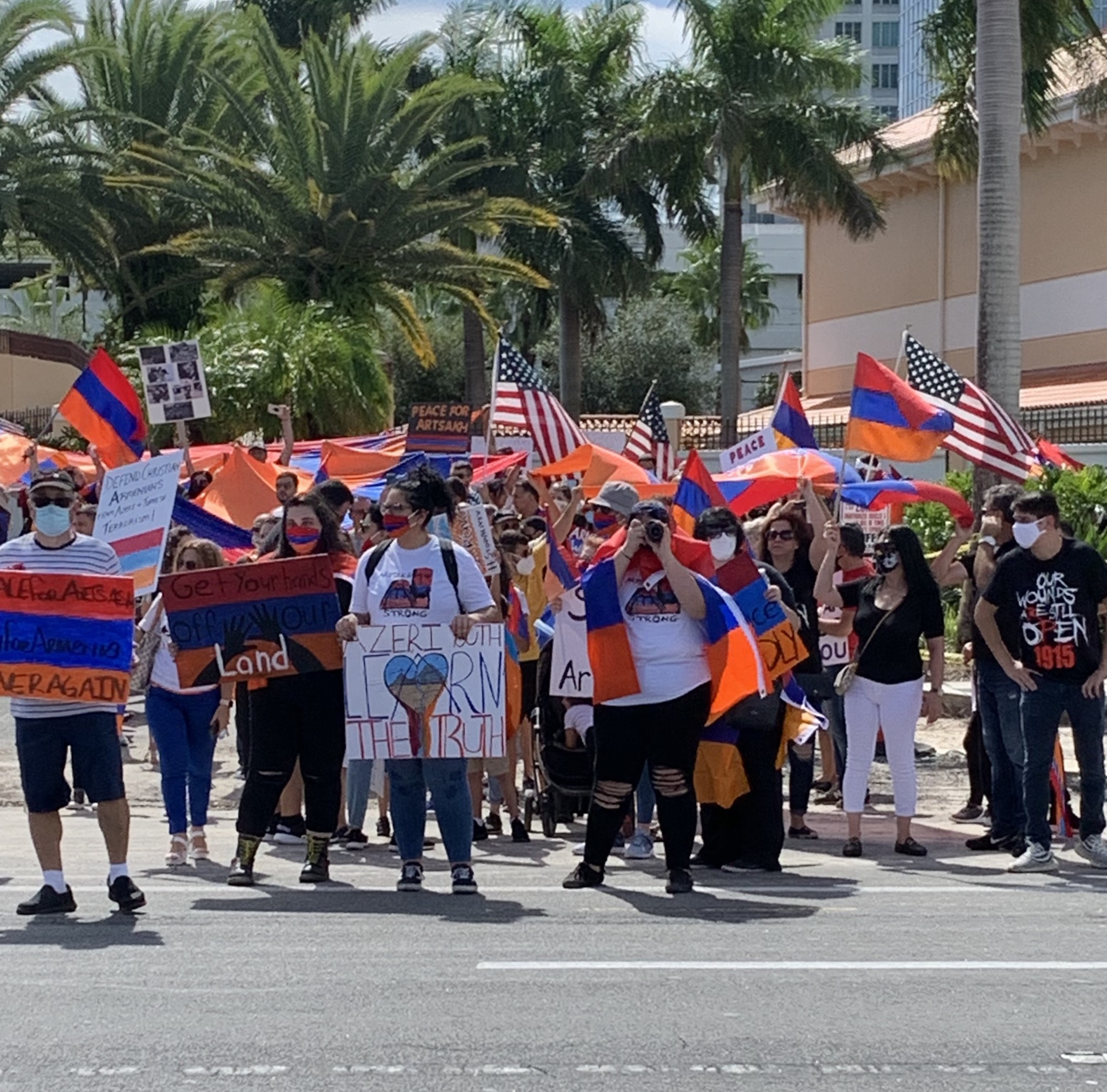
Manifestation de soutien pro-arménienne à Los Angeles en octobre 2020.

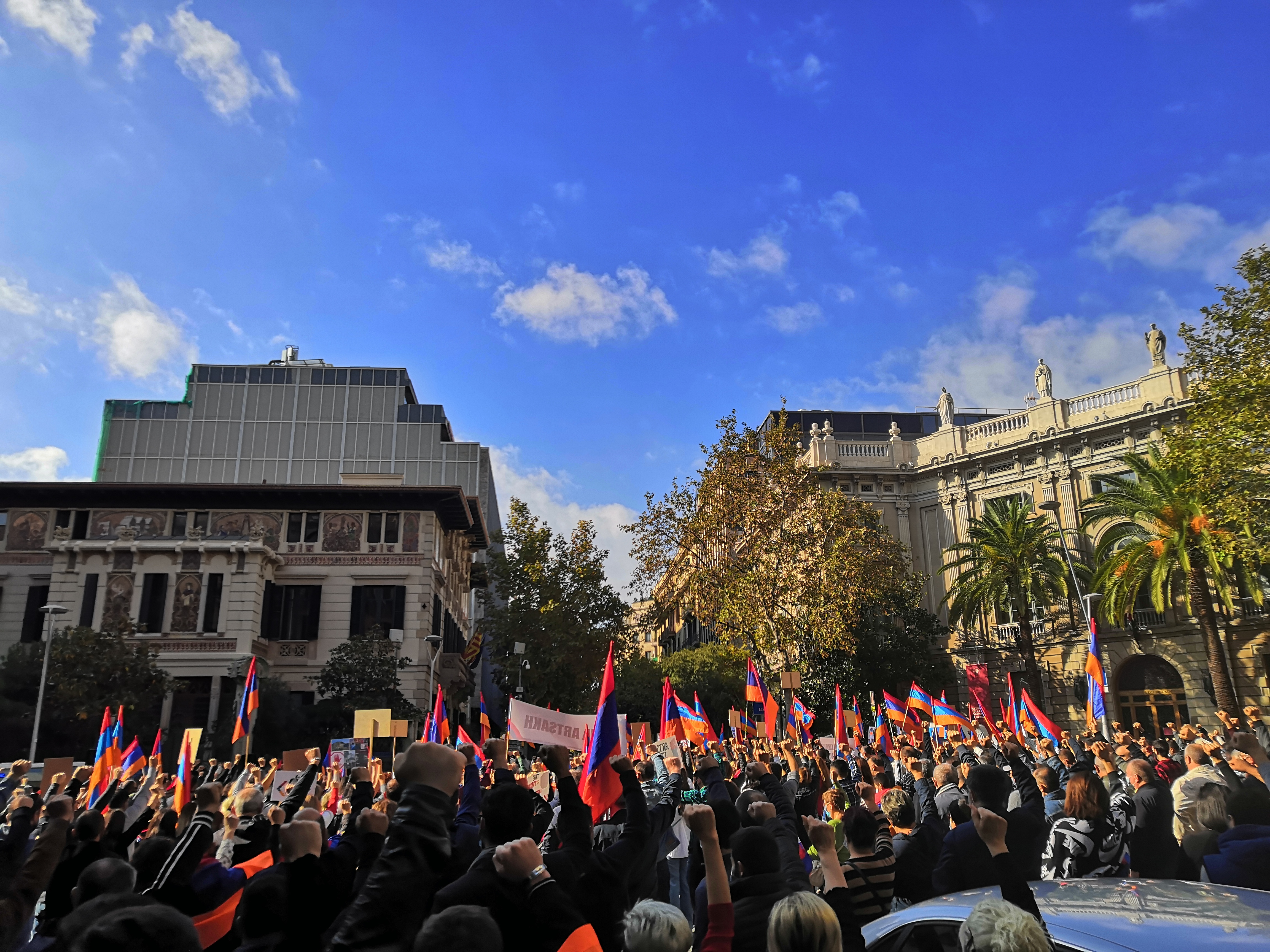
Manifestation pacifique de la communauté arménienne de Catalogne contre l'agression militaire de l'Azerbadjian et de la Turquie en Artsakh.

Ara Soudjian et Shavo Odadjian ont assuré la réalisation du clip vidéo de la chanson,. Le bassiste de SOAD s'est également occupé de la production du vidéoclip,,. Le clip présente des images de soldats arméniens sur les lignes de front et des scènes de manifestations de 2020 portant soutien aux populations arméniennes, alternées par des plans montrant le groupe,,,. Des projections de certaines des séquences des soldats arméniens en mouvement filmées par Odadjian sont superposées sur les visages des membres du groupe, comme cela avait été fait dans le clip vidéo de la chanson Toxicity. Le vidéoclip de la chanson intègre en outre des séquences d'animation réalisées par David Scott Bradford (arz),,,, lequel avait été aussi crédité pour sa collaboration avec Serj Tankian pour la publication de son recueil de poèmes Cool Gardens (en) sur support audio, en 2020. Pour la rédaction du site spécialisé Blabbermouth, le montage du clip consistant à introduire des séquences de guerre et de manifestations a été exécuté « de manière très personnelle et très esthétique ».

Pour réaliser le clip, Odadjian a réuni des américains issus de la diaspora arménienne de tous âges (dont ses deux jeunes fils) et de différentes fonctions sociales ainsi que des soldats arméniens du Haut-Karabagh,. À propos du concept de la vidéo, Odadjian déclare : 

« Je voulais montrer l'unification de notre peuple à travers le monde pour une cause commune, illustrant le pouvoir en nombre. [...] Le message est donc : « Je sais que nous sommes à des milliers de kilomètres, mais nous soutenons nos troupes et nous défendons une cause commune en tant qu'Arméniens. » »

— Shavo Odadjian dans Rolling Stone et Blabbermouth, 2020,.
Un making-of du clip vidéo, intitulé Protect The Land (Behind The Scenes), a été publié le 17 novembre 2020,,.

## Postérité

### Collecte de fonds

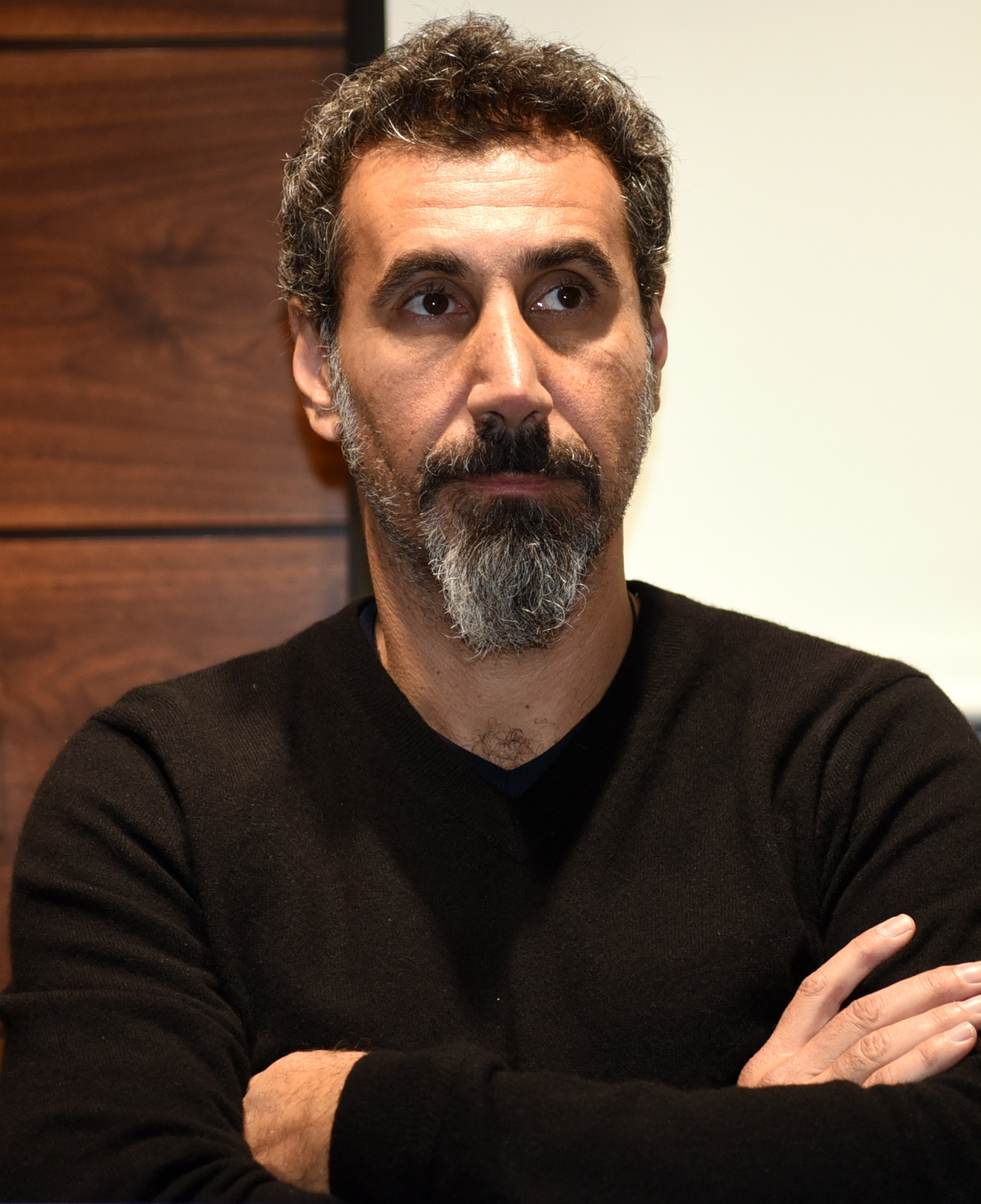
Dans une interview du groupe donnée au magazine Rolling Stone, le chanteur Serj Tankian a expliqué le caractère caritatif de la sortie du double-single Protect the Land/Genocidal Humanoidz.

Avec la réalisation des deux nouvelles chansons engagées et militantes,,, le groupe, au-delà du message qu'il a souhaité faire passer, a fondé l'espoir de pouvoir soutenir les aides humanitaires en Arménie et dans le Haut-Karabagh. Début novembre 2020, Serj Tankian, dans Rolling Stone, a ainsi expliqué le caractère caritatif de leur démarche : 

« Nous avons fait cela en tant que diaspora mondiale et communauté arménienne, mais nous avons besoin d'aide parce que nos adversaires ont du pétrole et du gaz naturel et ils ont dépensé des milliards de dollars pour leurs militaires. Nous avons besoin d'une aide financière pour prendre soin de notre peuple qui se trouve dans des abris anti-bombes en Artsakh et des familles dont les enfants ne sont pas scolarisés. »

— Serj Tankian, Rolling Stone, 2020.
La sortie du double-single a permis de collecter 600 000 $, sommes qui ont été reversées à l'Armenia Fund (en) et qui sont destinées à aider les populations civiles arméniennes touchées par la guerre survenue dans le Haut-Karabagh en septembre 2020,,,,,,.

### Concerts
Avec pour toile de fond la guerre survenue en Artsakh en septembre 2020, System of a Down a organisé le 30 janvier 2021 un concert en livestream ayant pour objectif de collecter des fonds afin d'apporter une assistance médicale aux soldats arméniens ayant été blessés sur les lignes de front de ce conflit,,,. À l'occasion de cet événementiel musical, diffusé en ligne sur leur chaîne YouTube, le groupe de metal alternatif américain a présenté en avant-première le clip vidéo de la face B de Protect the Land, Genocidal Humanoidz,,,.
Plusieurs dates de concerts auxquels SOAD participe sont programmées en mai et en juin 2021 aux États-Unis et en Europe. En France le groupe devrait notamment se produire sur la scène du Hellfest 2021, la précédente édition de ce festival de Metal ayant été annulée,,,.

### Pas d'autres projets d'enregistrements annoncés fin 2020 et début 2021
En novembre 2020, après la sortie du double single, bien que le batteur John Dolmayan ait exprimé son souhait de réaliser un nouvel album et que le guitariste Daron Malakian, ait préféré ne rien en exclure, et que le chanteur Serj Tankian et le bassiste Shavo Odadjian, de leurs côtés, ne soient pas hermétiques à ce projet,,, le groupe, dans son ensemble, n'a pas annoncé d'enregistrer d'autres morceaux faisant suite à Protect the Land et Genocidal Humanoidz,,,,,.

## Classements
| Pays       | Intitulé du classement                        | Durée du classement                           | Meilleur classement |
| ---------- | --------------------------------------------- | --------------------------------------------- | ------------------- |
| Allemagne  | Apple Music Top 100 Rock Songs                | 1 semaine                                     | 93e                 |
| Australie  | Digital Tracks (ARIA)                         | 1 semaine                                     | 22e                 |
| Belgique   | Ultratop 50 Singles (Belgique néerlandophone) | 4 semaines                                    | 38e                 |
| Belgique   | iTunes Top 100 Rock Songs                     | non renseigné                                 | 1er                 |
| Canada     | Canadian Hot 100                              | 1 semaine                                     | 88e                 |
| Canada     | Canada Rock (Billboard)                       | 10 semaines                                   | 41e                 |
| Canada     | Youtube Top 100 Songs                         | non renseigné                                 | 28e                 |
| États-Unis | Hard Rock Digital Song Sales (Billboard)      | 1 semaine (21 novembre 2020-28 novembre 2020) | 1er,                |
| États-Unis | Alternative Digital Song Sales (Billboard)    | 2 semaine                                     | 3e                  |
| États-Unis | Digital Songs Sales (Billboard)               | 1 semaine                                     | 20e                 |
| États-Unis | Hot Hard Rock Songs (Billboard)               | 10 semaines                                   | 1er,                |
| États-Unis | Hot Rock & Alternative Songs (Billboard)      | 2 semaines                                    | 10e                 |
| États-Unis | Mainstream Rock Tracks chart (Billboard)      | 12 semaines                                   | 24e                 |
| France     | Top Singles & Titres (Charts in France)       | 2 semaines                                    | 14e                 |
| France     | Apple Music Top 100 Rock Songs                | 2 semaines                                    | 91e                 |
| Grèce      | Apple Music Top 100 Rock Songs                | non renseigné                                 | 7e                  |
| Hongrie    | Single Top 40 slágerlista (slagerlistak)      | 1 semaine                                     | 11e                 |
| Mexique    | Top 100 Rock Songs                            | 1 semaine                                     | 83e                 |
| Pologne    | Radio Top 100 Songs                           | non renseigné                                 | 37e                 |
| Suisse     | Apple Music Top 100 Rock Songs                | 1 semaine                                     | 88e                 |

Globalement, la chanson n'a pas atteint d'aussi bons classements que d'autres productions du groupe, tel que le single Aerials arrivé 1er au sein du Mainstream Rock Tracks en septembre 2002, alors que Protect the Land, qui débute à la 37e place de ce Hit-parade, obtient sa meilleure place en 24e position en date du 12 décembre 2020.
Toutefois, selon l'analyse de Kevin Rutherford, du Billboard, Protect the Land, dès sa sortie, se lance « au sommet ». Au 21 novembre 2020, la chanson atteint la première position dans le palmarès des titres du Hot Hard Rock. Le nouveau single de SOAD parvient en tête du chart américain Hard Rock Digital Song Sales avec des ventes aux États-Unis totalisant 2 700 000 de lectures en continu et 5 000 téléchargements durant de la semaine allant du 6 au 12 novembre.
Pour autant Rutherford nuance ces résultats et précise que les Hits-parades Hot Hard Rock et Hard Rock Digital Song Sales ont été respectivement créés en 2007 et 2020 et que les meilleurs classements au Billboard de System of A Down sont antérieurs à ces dates.
Par ailleurs, Protect the Land ne figure pas dans le hit-parade des 20 meilleures chansons de SOAD établi par la rédaction du magazine spécialisé Kerrang! en date du 6 novembre 2020 mais est également absent du classement de AllMusic établissant les 25 meilleurs titres réalisés par le groupe de Metal.

## Historique des formats
- 6 novembre 2020 : formats CD double single Face A, vidéo sur YouTube et numérique sur Bandcamp[7],[15],[73],[22] ;
- Novembre 2020 : tout format utilisant un DSP[17] ;
- 2 décembre 2020 : format vinyle 45 tours[46].

## Pour approfondir
: document utilisé comme source pour la rédaction de cet article.